# Upangas
Les Upangas (IAST: Upaṅgas "textes complémentaires") sont les textes canoniques secondaires du jaïnisme, après les Purvas et les Angas. Au nombre de douze, ils relatent l'enseignement des Tirthankaras, écrit par des moines-ascètes, sans doute au début du Moyen Âge. Ils parlent des postulats du jaïnisme et peuvent être redondants par rapport aux textes canoniques primaires. L'astrologie, la biologie sont entre autres des thèmes aussi abordés. Naturellement le thème du karma y est présent.